# ريكيتو إينوي
ريكيتو إينوي (باليابانية: 井上 黎生人) (9 مارس 1997 في شيمانه في اليابان – )؛ هو لاعب كرة قدم ياباني سابق كان يلعب كمدافع.

## وصلات خارجية
- ريكيتو إينوي على موقع رابطة كرة القدم اليابانية للمحترفين (اليابانية)
- ريكيتو إينوي على موقع قاعدة بيانات كرة القدم.إي يو (الإنجليزية)
- ريكيتو إينوي على موقع Soccerway.com (الإنجليزية)
- ريكيتو إينوي على موقع عالم كرة القدم.نت (الإنجليزية)